# Polygonum acetosum
Polygonum acetosum är en slideväxtart som beskrevs av Friedrich August Marschall von Bieberstein. Polygonum acetosum ingår i släktet trampörter, och familjen slideväxter. Inga underarter finns listade i Catalogue of Life.